# Franz Maria von Nell
Franz Anton Maria Nell von Nellenburg, ab 1821 Freiherr Nell von Nellenburg und Damenacker, (* 16. Juni 1794 in Brünn; † 6. November 1852 in Frankfurt am Main) war ein österreichischer Verwaltungsbeamter und Schriftsteller.

## Leben
Nell stammte aus dem böhmisch-rheinischen Adelsgeschlecht Nell und war der Sohn des Vizepräsidenten des Prager Appellationsgerichts Raphael von Nell. Dieser wurde 1821 in den Freiherrenstand erhoben. Er absolvierte die Theresianische Ritterakademie, anschließend durchreiste er das Habsburgerreich. 1816 wurde er Konzeptspraktikant in Klagenfurt, 1817 Mitarbeiter im Präsidialbüro der Kameral-Hofkommission, 1819 Hofkonzipist, bevor er 1823 als Offizial zum Staatsrat kam. 1828 erfolgte seine Ernennung zum Hofsekretär beim Finanzsenat und Kassadeputation bei der Allgemeinen Hofkammer. 
Nell wurde 1835 wirklicher Hofrat und Mitglied der Kommission zur Prüfung der Gebarung des Staatsschuldentilgungsfonds. Ab dieser Zeit war er führend an der Verwaltung der Österreichischen Post beteiligt. Es gelang Nell das Königreich Bayern, das Großherzogtum Baden, das Königreich Sachsen, die Fürsten von Thurn und Taxis sowie zuletzt das Königreich Preußen in einer Portogemeinschaft zu vereinen. 1847 tagte unter seinem Vorsitz in Dresden die erste Deutsche Postkonferenz. Ab 1849 war er Direktor der Bundeskassenverwaltung in Frankfurt am Main.

## Werke (Auswahl)
- Baphomet. Aktenstücke zu dem durch des Herrn J. v. Hammer Mysterium Baphomet. relevatum wieder angeregten Prozesse gegen die Tempelherren, zur Ehrenrettung eines christlichen Ordens, Gräffer, Wien 1820.
- Herostratus, Tragödie in vier Handlungen, Wien, Gerold 1821.
- Novellen, 2 Bände, Tendler, Wien 1823.
- Der Untersberg und Walhalla: Begrüßung der am 18. Oktober eröffneten Walhalla, Wien 1842.